# Fresne-Cauverville
 Fresne-Cauverville  là một xã thuộc tỉnh Eure trong vùng Normandie miền bắc nước Pháp.